# Otto Schily
Otto Schily (Bochum, 20 de julho de 1932) é um político (SPD) alemão e deputado do Bundestag.
Foi ministro do interior da Alemanha no governo Gerhard Schröder, de 1998 até 2005.

## Biografia
Schily estudou direito em Munique e Hamburgo e ciências políticas em Berlim, era membro da Federação de Estudantes Socialistas Alemães (SDS) e mantinha uma relação amigável com o líder da Oposição Extraparlamentar (APO), Rudi Dutschke.  Após os estudos, ele abriu seu próprio escritório de advocacia. Como advogado, defendeu vários membros da Fração do Exército Vermelho (RAF) em seus respectivos processos judiciais.
Schily foi um dos fundadores do partido Verde em 1980 e tornou-se membro do Bundestag em 1983 por meio dessa formação. No ano seguinte, ele foi um dos líderes da comissão parlamentar encarregada de investigar o caso Flick (foi um grande complô de corrupção orquestrado pelo empresário alemão Friedrich Karl Flick, que subornou políticos de todos os partidos políticos representados no Bundestag e, em troca, recebeu grandes benefícios fiscais). Em 1989 deixou o seu partido e tornou-se membro do SPD, tornando-se vice-presidente do grupo parlamentar dos social-democratas no Bundestag. 

Após as eleições federais de 1998 e a formação de uma coalizão entre o SPD e os Verdes sob a liderança do Chanceler Gerhard Schröder, Schily se tornou Ministro Federal do Interior, cargo que ocupou até 2005. Depois disso, ele se aposentou quanto à política.